# びん細工手まり

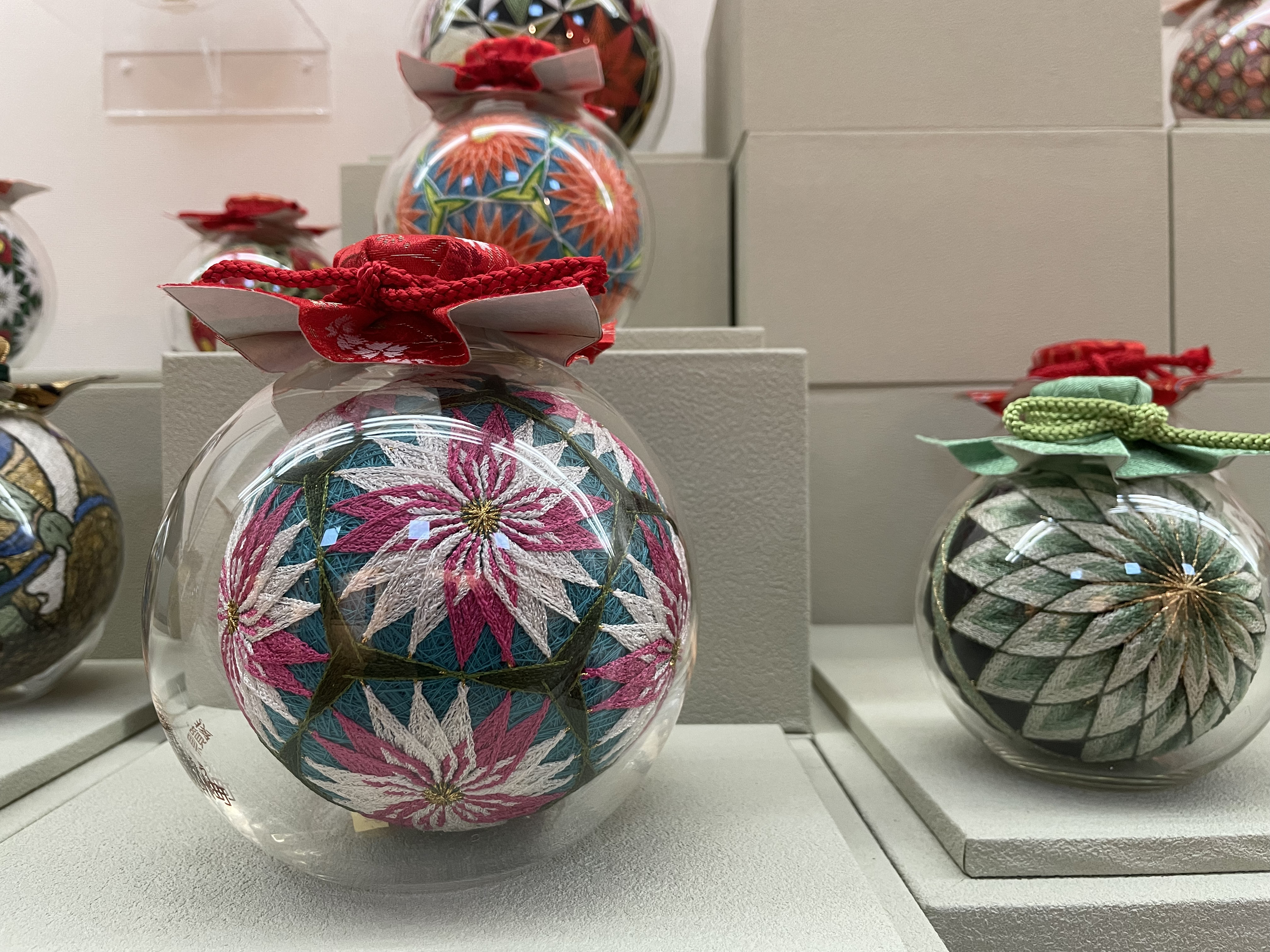
愛知川びんてまりの館に展示されたびんてまり

びん細工手まり（びんさいくてまり、びんてまり）は、滋賀県愛知郡愛荘町（旧：愛知川町）に伝わる伝承工芸である。狭い丸いガラス瓶の中に、その口よりも大きな、刺繍を施した手まりが入ったもので、丸くて中がよく見える（丸く仲良く）ことから、縁起物として床の間や玄関などに飾られる。かつては嫁入り道具のひとつとして、手作りのびん手まりを持参したという。

## 由緒と伝来
びん細工手まりの由緒は江戸時代の終わりに遡る。長野村（現：愛荘町長野）の藤居弥三郎のもとに嫁いだ市橋つね（1856 - 1930）の嫁入り道具のなかにびん細工手まりがあり、これがこの地に伝わる最古のものと考えられている。つねは、多賀を本拠とする近江商人・市橋喜平の妹であるが、現在多賀町にはびん細工手まりの技術は伝わっていない。
明治時代には、勝光寺（愛荘町沓掛）や信光寺（愛荘町東円堂）で行われていた裁縫教室でびん細工手まりの製法が教えられていた。裁縫塾を媒介に伝えられてきたびん細工手まりは、勝光寺の野田操（1889 - 1966）から青木ひろ（1887 - 1973）に伝えられたが、青木はその技術を弟子に伝えることなく死去した。

## 技術の保護と育成
昭和48年（1973年）、愛知川町（当時）の教育委員会に対し、ある新聞記者から「びんてまりという貴重なものについては、保存活動をしてはどうか」と話があった。青木ひろが死去してまもなくのことで、夫の青木甚七の協力を得て、技術の復原にとりかかった。町民有志を対象に講習会が実施され、その受講生を母体に「伝承芸能愛知川びん細工てまり保存会」が結成され、現在に至っている。保存会の会員は町民に限られているため、平成10年（1998年）には町外向けの製作体験教室（ふるさと体験塾）が愛知川町観光協会のサポートにより開催され、現在も毎年の恒例行事となっている。平成11年（1999年）には意匠登録（第1047407号）を出願し、認可された。平成12年（2000年）には近江鉄道本線愛知川駅に設置されたるーぶる愛知川でびん細工手まりの販売が開始され、びんてまりの調査研究および展示のための施設として愛知川びんてまりの館が開館した。

## 展示と販売
- 愛荘町立愛知川びんてまりの館

びん細工手まりの展示施設。常設展示のほか、毎年12月には新作のびん細工手まりを集めた特別展「びんてまり展」が開催される。隣接する愛荘町立愛知川図書館とともに「ゆうがくの郷」を形成している。
- 愛知川駅コミュニティハウス るーぶる愛知川

びん細工手まりの販売施設。郷土物産展示コーナーに一部展示もしている。おおよそ19,000円から25,000円程度。

## グッズ
- 和菓子 びんてまり

愛荘町の中山道沿いの3つの和菓子舗から、びん細工てまりをモチーフにしたお菓子が発売されている。菓匠吉福庵（愛荘町石橋）では、「びんてまり」というブッセが販売されている。
- 和菓子 びん細工てまり

しろ平老舗（愛荘町愛知川）では、「びん細工てまり」という葛羊羹が販売されている。栗の入った抹茶味と、ユリ根が入った小豆味がある。
- 和菓子 恵智川びんてまり

都本舗さかえ屋（愛荘町愛知川）では、「恵智川びんてまり」という栗羊羹が販売されている。
- びんてまり柄の風呂敷

るーぶる愛知川では、オリジナル風呂敷を販売している。紺色地と小豆色地の二種ある。びんてまりの絵柄はプリント。
- びんてまり柄の麻ハンカチ

湖東地域は麻織物の産地であり、麻製品とびんてまりのコラボによる、ハンカチが販売されている。愛荘町愛知川観光協会が企画し、滋賀県麻織物工業協同組合が製作した。愛知川駅コミュニティハウス るーぶる愛知川で販売している。びんてまりの絵柄は刺繍。

## 類似する工芸品
淡海文化推進事業（1998年度）の一環として取り組んだ愛知川町の調査によれば、ガラス瓶の中に手まりを入れる工芸品は、山形県鶴岡市、山梨県一宮町、岐阜県神戸町、滋賀県愛知川町、福岡県柳川市、熊本県本渡市、山鹿市の7ヶ所に伝わっており、技術は絶えたものの伝世品が伝わっている地域が他に12ヵ所存在する。